# Pectenisotoma theodori
Pectenisotoma theodori är en urinsektsart som beskrevs av Lucian Gruia 1983. Pectenisotoma theodori ingår i släktet Pectenisotoma och familjen Isotomidae. Inga underarter finns listade i Catalogue of Life.